# سكتش أب
سكتش أب (بالإنجليزية: SketchUp) هو برنامج تصميم هندسي معماري متوفر مجانا بالإنترنت. كما يشمل ميزات لتسهيل وضع نماذج لجوجل إيرث، فهو مصمم ليكون أكثر سهولة، يتميز بمرونة على غيره من برامج ثلاثية الأبعاد.

## تاريخ
طور هذا البرنامج من قبل شركة ستارت أب وقد شارك في تأسيسه في عام 1999 من قبل شيل براد وإيش جو
وفي أغسطس من عام 2000 بدأ مع شعار "3D للجميع" "التي من شأنها أن تسمح لمحترفي التصميم التعادل بالطريقة التي يريدونها عن طريق محاكاة يشعر وحرية القلم والعمل مع ورقة في واجهة بسيطة وأنيقة، من شأنها أن تكون ممتعة لاستخدام وسهلة التعلم، والتي سوف تستخدم من قبل المصممين للعمل مع تصاميمهم بطريقة غير ممكنة مع البرمجيات التقليدية، ولها أيضا أزرار سهلة الاستخدام.
في 9 يناير 2007، أفرج SketchUp 6، ويضم أدوات جديدة وكذلك نسخة بيتا من تخطيط جوجل سكتش أب. ويشمل التصميم أدوات ناقلات 2D، فضلا عن أدوات تخطيط الصفحة تهدف لجعله أسهل للمهنيين لإنشاء العروض دون القفز إلى برنامج عرض خارجية. تم إضافة ميزات أخرى للسماح للمستخدم لبثق وتوسيع وكذلك القدرة على لمتابعة المؤشر حول كائن.
في 9 فبراير 2007، صدر التحديث الصيانة. تصحيح عددا من المشاكل، ولكن لم يقدم أي ميزات جديدة.
في 17 نوفمبر 2008، أفرج SketchUp 7، ويتميز بسهولة الاستخدام مع بعض التحسينات، وتكامل مكونات مخزن SketchUp مع مستعرض جوجل 3D ، والمكونات الحيوية التي تستجيب بشكل ملائم لزيادة وتعزيز الأداء API. كما تمت إزالة الدعم لنظام التشغيل Windows 2000.
في 1 سبتمبر 2010، أفرج SketchUp 8. تتضمن التحسينات نموذج الجغرافية الموقع مع خرائط جوجل، والصور الملونة والتضاريس أكثر دقة ومطابقة تحسينات الصورة، وبناء التكامل، والمصغرات للمشهد. وانخفض التأييد للماكنتوش OS.

## برنامج Google SketchUp
وفي 27 نيسان 2006، أعلنت شركة جوجل عن برنامج Google SketchUp، وهو نسخة مجانية، للتحميل من SketchUp. النسخة المجانية ليست قادرة على مثل SketchUp pro، ولكنه يتضمن أدوات متكاملة لتحميل المحتوى لجوجل إيرث ومستودع جوجل 3D، ومستودع لخلق نماذج في SketchUp. وأضافوا أيضا الأدوات الجديدة حيث يمكنك المشي، ورؤية الأشياء من وجهة شخص عن طريق النظر، ويحتوي أيضا على تسميات للنماذج.

## وصلات خارجية
- الموقع الرسمي